# 220331 Stevenarnold
220331 Stevenarnold è un asteroide della fascia principale. Scoperto nel 2003, presenta un'orbita caratterizzata da un semiasse maggiore pari a 2,687914 UA e da un'eccentricità di 0,043564, inclinata di 2,907728° rispetto all'eclittica.
Steven P. Arnold è un ingegnere americano che ha diretto l'esplorazione spaziale durante le operazioni della NASA New Horizons.